# Жоли, Анри
Анри Жоли (фр. Henri Joly; 10 декабря 1839 — 12 июня 1925) — французский философ.
Профессор философии в Сорбонне. Сочинения: «L’Imagination, étude psychologique» (1877), «Psychologie comparée, l’homme et l’animal»; «Psychologie des grands hommes» (1883); «Le Crime, étude sociale» (1888); «La France criminelle» (1889); «Nouveau cours de philosophie» (1871); «Eléments de morale» (1880); «Le Socialisme chrétien» (1892) и другие.